# Ruud Nijhof
Rudolf Eduard Franciscus Maria (Ruud) Nijhof (Bloemendaal, 6 mei 1945) was van 1977 tot 1981 Tweede Kamerlid voor de eenmansfractie DS'70.
Bij de Tweede Kamerverkiezingen van mei 1977 hield DS'70 slechts één zetel over. Na deze nederlaag trokken zowel lijsttrekker Willem Drees jr. als de nummer twee op de lijst, oud-staatssecretaris Fia van Veenendaal-van Meggelen, hun conclusies, zodat de enige zetel toeviel aan de nummer drie op de lijst, Nijhof, tot dan toe partijsecretaris en vertrouweling van Drees.
Bij de stemming van 18 december 1980 over een veelbesproken 'abortusvoorstel' van het toenmalige kabinet Van Agt stemde hij voor, waardoor met 1 stem verschil het voorstel werd aangenomen. Dit leidde tot de Wet afbreking zwangerschap die in werking trad op 1 mei 1984. Mede gelet op de geringe meerderheid van de coalitie Van Agt had hij invloed. Waardering over zijn optreden als Kamerlid bleek uit het feit dat zowel D66 als de VVD hem in 1982 een plaats op hun kandidatenlijst aanboden.
Later werd Nijhof onder meer hoofd centrale directie personeelszaken bij het Ministerie van Justitie en algemeen directeur van de Raad voor de Kinderbescherming (tot 2008). Ruud Nijhof werd op 27 april 2007 benoemd tot Officier in de Orde van Oranje-Nassau.
- Parlement.com: vg09llia8kzx